# 天主教登巴薩教區
天主教登巴薩教區（拉丁語：Dioecesis Denpasarensis）是印度尼西亞一個羅馬天主教教區，包括信奉印度教為主的峇里省和信奉伊斯蘭教為主的西努沙登加拉省，屬英德總教區。2005年有教友32,083人、41個堂區、21名司鐸。現任主教為Silvester San Tungga是一名印尼華人。
1950年7月10日自現在的英德總教區（當時是代牧區）升為代牧區。1961年1月3日升為教區。